# Archaboilus musicus
Archaboilus musicus es una especie extinta de grillo que vivió en el período Jurásico, hace unos 165 millones de años.
Aunque reconstruir comportamientos de una especie extinta suele ser muy dificultoso, en 2012 un equipo de científicos pudieron recrear los sonidos emitidos por el grillo basándose en un fósil bien preservado hallado en el norte de China.
Basándose en estas investigaciones, se cree que el macho de A. musicus producía sonidos de tono puro (musicales) usando un mecanismo de resonancia ajustado a una frecuencia de 6.4 kHz.